# Payback2
『Payback 2』（ペイバックツー）はApex Design Entertainmentが開発、公開しているスマートフォンゲームであり、前作『Payback』のリメイクである。
2012年11月20日にAndroidとiOS向けにリリースされ、2013年には無料でプレイできるようになった。言語は英語のみとなっている。

## 概要
Payback 2にはボスの指示通りミッションをこなし、指定額のお金を手にするのが目的のストーリーモード、NPCキャラクターを相手に様々なミニゲームにチャレンジできるキャンペーンモード、自分の好きな設定で各ステージを遊べるシングルプレイヤーモード、世界中のプレイヤーやフレンドと遊べるマルチプレイヤーモード、1時間ごと、1日ごと、1週間ごとのチャレンジが開催され、プレイヤー同士で競い合うオンラインのチャレンジモードがある。
機能面では、プレイ中には自分のスマホの中に入っている音楽をプレイリスト単位で聞きながらプレイする機能がついている（日本語は正しく表示されないため注意する必要がある）。
基本無料でプレイ可能だが、広告が入ってくる。課金は「広告の削除」「ゲーム内のコイン（シングルプレイの内容の拡大や、アバターの服装や武器のカラーリングのアンロックに使用）の購入」に行うことができる。
なお、世界中のプレイヤーとチャットを行うことが可能だが、基本は英語となっている。

## マルチプレイ

### サーバー
サーバーはeurope,US,asia,Japanの4つあり、プレイヤーのいる場所に近いほどタイムラグが少なくなる。空いているマッチングに素早く参加できる「QUICK」、誰でも参加可能なマッチングを探す「PUBLIC」、ShortCodeというパスワードを知っている人しか招待や参加することができない「Private」がある。

### 試合内容の設定
ホストとなる人は、舞台、対戦モード、スタート時の乗り物や武器、プレイヤー以外のAIの強さやスコアの条件などの設定を行えるが、その試合が終了したあとはコンピュータが選んだものを2択で選ぶしかない。（ゲームモードと舞台のみが明かされているため、武器や乗り物などの設定は不可能。）

### 舞台にある乗り物
舞台（戦場）となる場所には、必ず決まった場所に「戦車」や「ヘリコプター」、「レーシングカー」や「RC TRACK（ラジコンを遠隔操作できるトラック）」などが置いてあるが、誰かが使った場合や破壊された場合は、試合が終わるまで復活しない。しかし、BOAT（船）だけは試合を一度抜けて再入室すると復活する。なお、Capture The Flag（相手の陣地から自分の陣地に持ってくるゲーム）の場合は、スタート時の乗り物をヘリコプターにしない限りは、ヘリコプターは出現しない。
Android版でプレイする際には、Googleアカウントが必要となる。

## バグと見られる事例
最新版においても、バグと見られる不具合がいくつか見られている。
- RC TRACKでのラジコン操作が不能になる。ラジコンの自爆も不可能になるため、プレイヤーごと自爆するか、リスポーンするしかない。
- マルチプレイでのキル数の不具合。試合後の結果確認画面でのキル数などの集計が正確でない。
- 突如透明な空間が現れ、そこに入ると落ちて死ぬ。
- 壁の中や建物の内部など、入ることができないはずの場所からの攻撃。手段については不明。該当するプレイヤーの行動を常に監視することで、手段を暴いて阻止する必要がある。
- フェンスを貫通してFlagを取る行為。FreedomCityのCaputure The Swagで発生。

やり方が非常に簡単の為、ゲームバランスが大きく崩れている。

- マルチプレイ限定のバグで、本来NPCが乗って運転されないはずの乗り物(Tank,Boat,Pug Racer,Helicopterなど)が道路に出現するバグ。FreedomCityで多いように感じる。
- Caputure The Swagにおいて、敵が自陣に（または自分が敵陣に）スポーンすることがある。
- マルチプレイにおいて、試合後の結果確認画面でのキル数などの集計が正確でない。

## 開発経緯
2009年にリリースされた初代『Payback』は、シングルプレイヤーのゲームプレイに重点を置いたゲームであった。
続編『Payback 2』を制作するにあたり、開発チームは初代に使用されていた自作ゲームエンジンを削除し、グラフィックやマルチプレイゲームに重点を置くなどの変更を行った。